# 1799~1800년 콘클라베

사도좌 공석 상태에 있는 동안에 사용되는 성좌의 문장

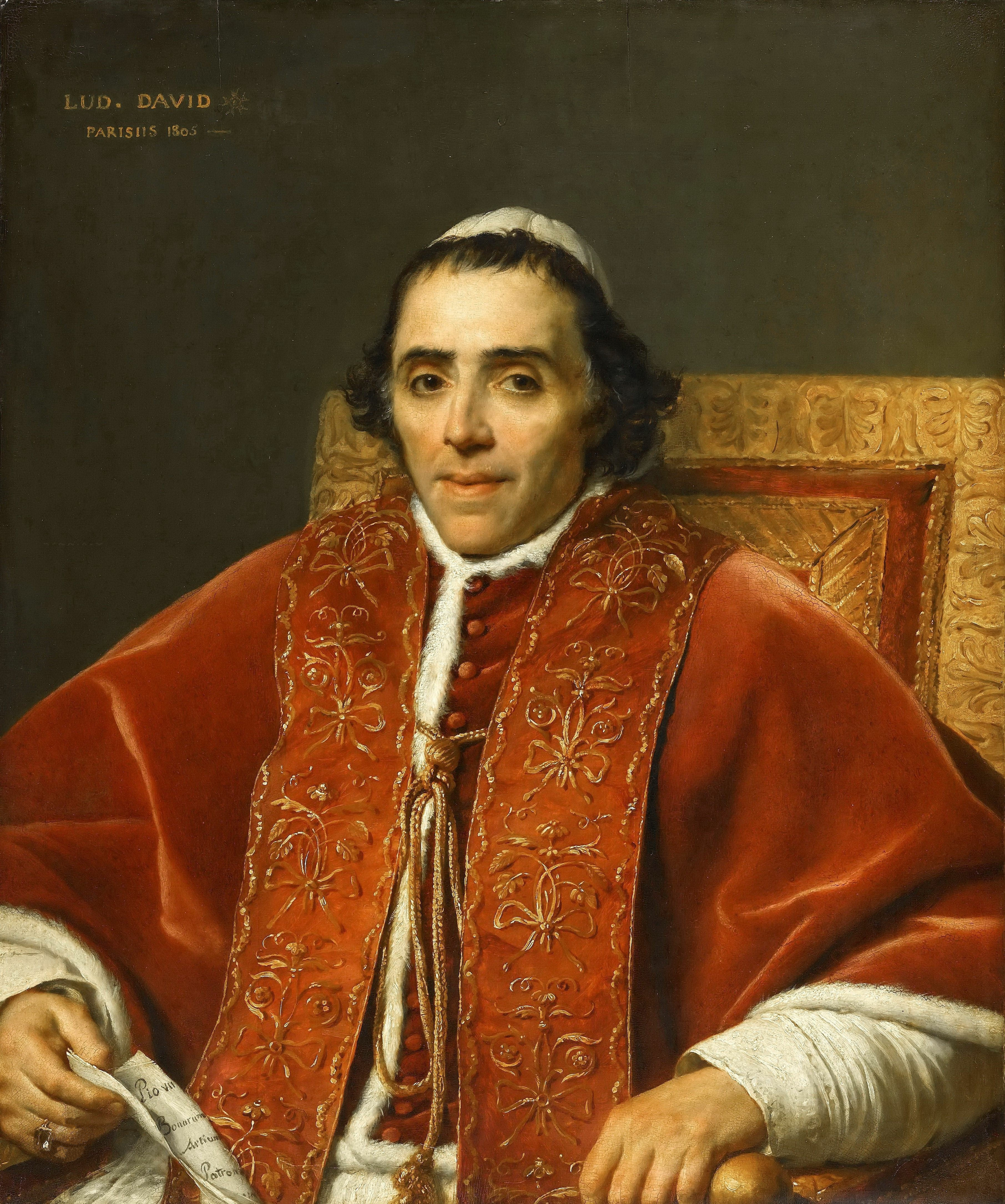
교황 선출자 비오 7세 (바르나바 니콜로 마리아 루이지 치아라몬티)

1799~1800년 콘클라베는 제251대 교황을 선출하기 위해 진행된 콘클라베이다. 제250대 교황 비오 6세가 프랑스 정부의 법정 관리를 받던 중 1799년 8월 29일에 선종한 이후에 새 교황을 선출하기 위해 진행된 선거이다.
1799년 11월 30일부터 1800년 3월 14일까지 3개월 이상 투표가 진행되었으며 35명의 추기경이 투표에 참가하였다. 바르나바 니콜로 마리아 루이지 치아라몬티 추기경이 새 교황으로 선출되었으며 교황 이름은 비오 7세로 명명되었다.

## 추기경단
- 투표에 참가한 추기경: 35명
- 불참: 10명

## 주요 인사
- 수석 추기경: 잔 프란체스코 알바니

## 트리비아
이번 콘클라베는 나폴레옹 전쟁의 와중에 진행되었다.